# Burchard von Worms

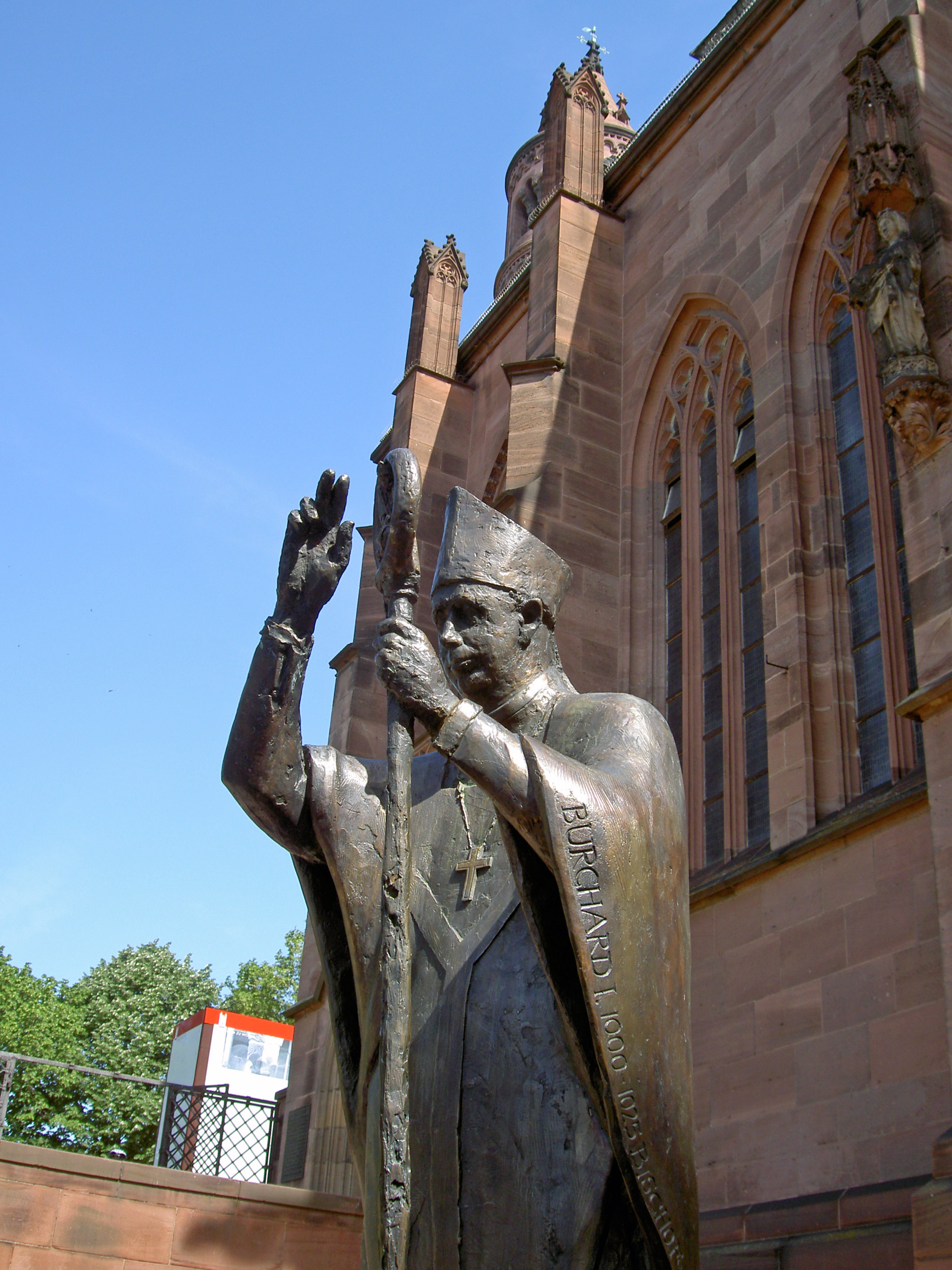
Burchard von Worms, Statue von Ernemann Sander vor dem Wormser Dom

Burchard von Worms (* um 965; † 20. August 1025) war Bischof von Worms und ein führender Kirchenrechtler seiner Zeit. In seiner Amtszeit initiierte er den Neubau des Wormser Doms und kompilierte den Liber decretorum.

## Leben

### Herkunft und Ausbildung
Burchard von Worms entstammte einer nordhessischen Adelsfamilie, laut Wormatia Sacra dem gräflichen Geschlecht von Reichenbach-Ziegenhain. Seine geistliche Erziehung erfolgte in Koblenz, wahrscheinlich im Benediktinerkloster St. Florin. Ein Aufenthalt in der Abtei Laubach (Belgien) gilt heute als Erfindung des Johannes Trithemius. Seine Schwester Mechthildis ernannte er 1016 zur Äbtissin und machte sie damit zur Wiederbegründerin des Wormser Stiftes Maria Münster.

### Mainzer Zeit
993 trat Burchard von Worms in die Dienste des Erzbischofs Willigis von Mainz, der ihn zunächst zum Diakon und 997 zum Priester weihte. Um 995 erhob ihn Willigis zum Propst des Viktorstifts in Mainz. Kurze Zeit später wurde Burchard Kammervorstand und Haupt der Bürgerschaft der Stadt Mainz. In dieser Funktion lernte er die ungeteilte Stadtherrschaft kennen, die später für sein Wirken in Worms von Bedeutung werden sollte. Hier entstanden auch die Kontakte zum Hof Ottos, die Burchard erst die Beziehungen ermöglichten, die dafür erforderlich waren, einen Bischofssitz zu erhalten. Er wurde Mitglied der Hofkapelle des Kaisers.

### Bischof von Worms

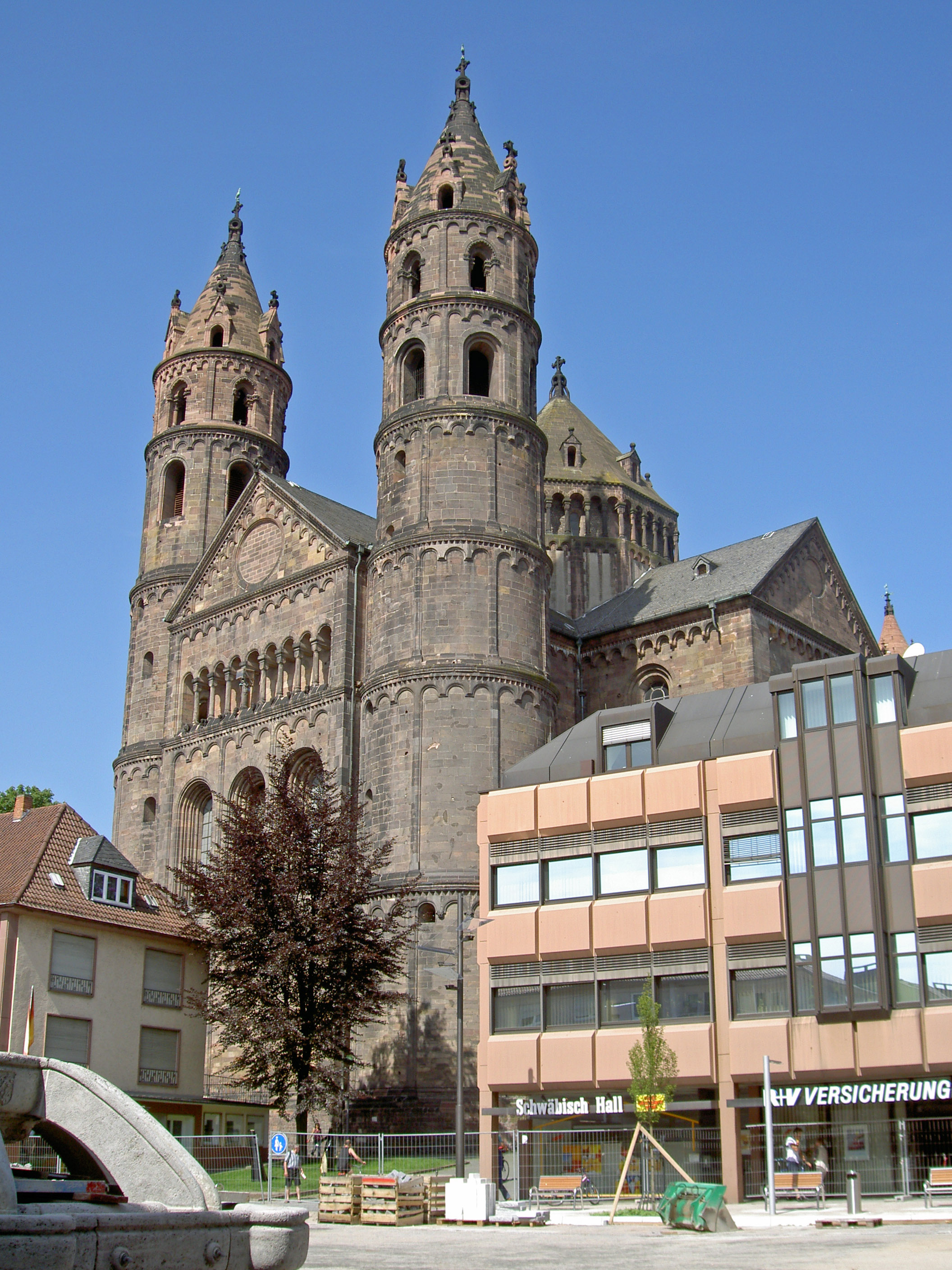
Dom St. Peter zu Worms, Blick auf Ostabschluss, Vierungsturm und Nordarm des Querschiffs

Seit 998 weilte Bischof Franko – der ältere Bruder Burchards – beim Kaiser in Italien, wo er verstarb. Seine beiden Nachfolger Erpo und Razo verstarben ebenfalls nach kurzer Zeit und haben ihr Bistum nie betreten. Obwohl als Mitglied der Hofkapelle potentieller Kandidat, wurde Burchard zunächst nicht in das Bischofsamt berufen. Erst nachdem die drei Vorgänger innerhalb von zwei Jahren gestorben waren, setzte sich Kaiser Otto III. für Burchard ein. Laut der Burchard-Vita hatte sein Bruder, Franko, den Herrscher sterbend darum gebeten. In Heiligenstadt (Eichsfeld), dem heutigen Heilbad Heiligenstadt, einer damaligen Exklave des Bistums Mainz, wurde Burchard (eventuell am 10. März 1000) durch Willigis zum Bischof geweiht. Der Grund für die mehrmalige Nichtberücksichtigung Burchards bei der Investitur dürfte eine Krise im Verhältnis zwischen Willigis und Otto III. gewesen sein.
Die relativ lange Phase ohne einen Bischof als Stadtherrn und oberste lokale Autorität hatte in Worms einen Zustand von Rechtlosigkeit, Verwüstung und schließlich auch Entvölkerung verursacht. Die erste Maßnahme, die Burchard nach seiner Rückkehr einleitete, war die Wiedererrichtung der schützenden Stadtmauer, um den abgewanderten Bürgern die Rückkehr in die Stadt zu ermöglichen. Nach etwa fünf Jahren war die frühere Bevölkerungszahl wieder erreicht.
Burchard war bestrebt, das Bistum durch Gebietszugewinne zu stärken. Noch im Jahr 1000 begleitete er Otto III. bei einem Italienzug, auf dem der Kaiser dem Bistum Worms mehrere Schenkungen beurkundete. Im Jahre 1001 zog Burchard zusammen mit dem Bischof von Würzburg und dem Abt von Fulda erneut nach Italien, um Otto mit einem militärischen Aufgebot zu unterstützen. Ohne mit Otto III. zusammengetroffen zu sein, erreichte ihn die Nachricht vom Tode des Kaisers.
Nach seiner Rückkehr unterstützte Burchard zusammen mit Willigis von Mainz den Herzog von Bayern, Heinrich, bei dessen Kandidatur für das Königsamt. Zuvor ließ er sich von ihm die Besitzrechte für die wormsische Stammburg der Salier versprechen, deren Inhaber ihre Macht zum Nachteil der Stadt ausgeübt haben sollen. Nach seiner Wahl zum deutschen König im Jahre 1002 löste Heinrich sein Versprechen ein. Der Abzug der Salier wurde von Biografen des Bischofs als „Befreiung der Stadt Worms“ dargestellt. Burchard erreichte so einen erheblichen Gebiets- und Machtgewinn für sein Bistum.

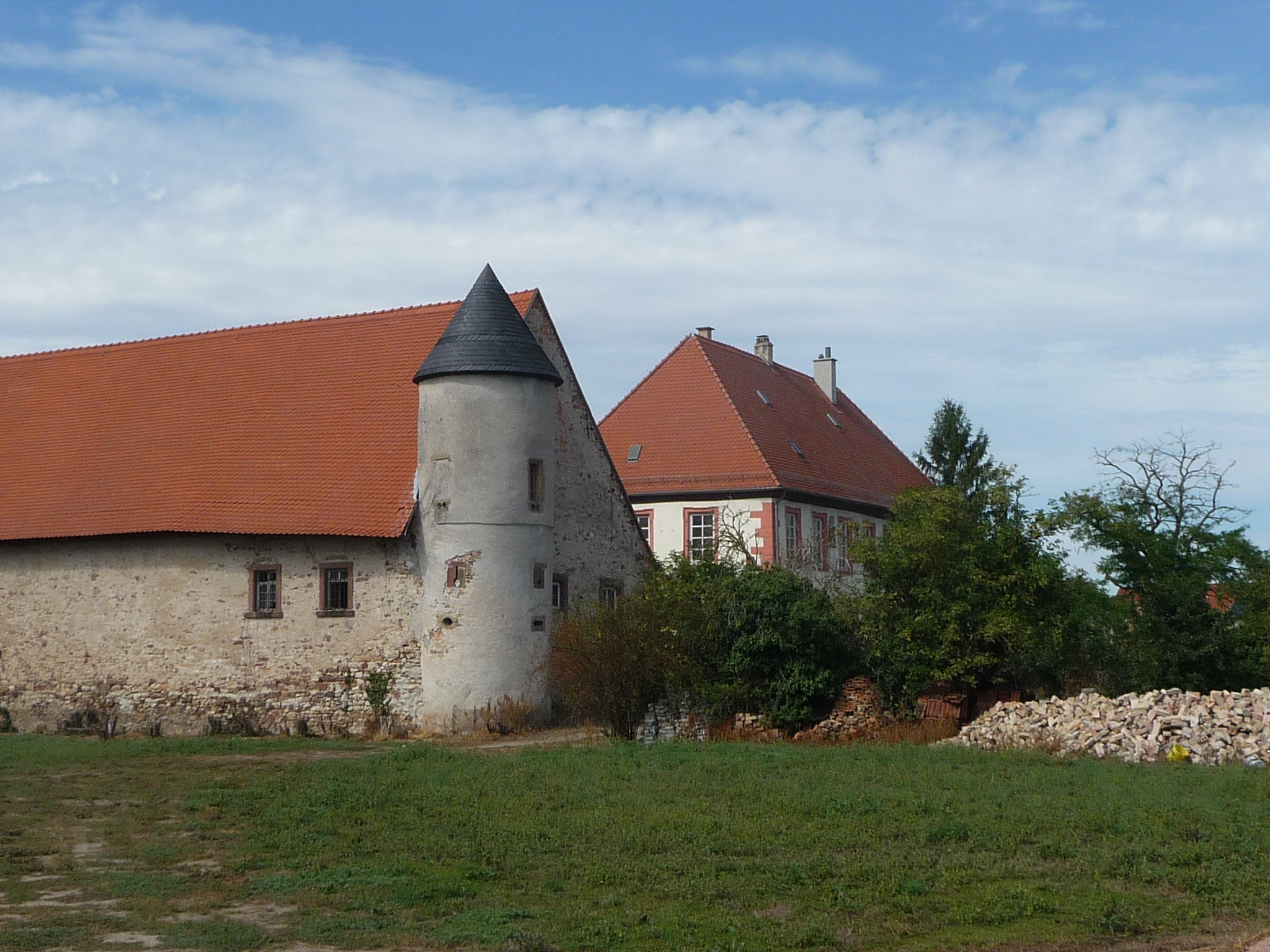
Bischöfliches Schloss Dirmstein

Burchard ließ die Salierburg sofort abtragen und an deren Stelle das Stift St. Paulus errichten. Es war ein Zeichen für die machtvollere Stellung der bischöflichen Gewalt. Noch wesentlich imposanter fiel das zweite Bauprojekt aus, das auf Initiative Burchards begonnen wurde. Er ließ den alten Dom aus merowingischer Zeit bis auf wenige Elemente abreißen und auf den alten Fundamenten einen neuen, wesentlich größeren Bau errichten. Ein Teil dieses neuen Wormser Doms stürzte zwar zwei Jahre später ein, wurde aber rasch wieder aufgebaut, so dass der Dom im Jahr 1018 in Anwesenheit des Kaisers und noch zu Lebzeiten Burchards geweiht werden konnte. Materielle Grundlage für die umfangreichen Bauprojekte im städtischen und sakralen Bereich war ein solider wirtschaftlicher Aufschwung, der durch Schenkungen des Königs auf der einen Seite und durch steigende Abgaben durch die Zensualen und Ministerialen auf der anderen Seite befördert wurde.
Der Bau der aus dem frühen 11. Jahrhundert stammenden und 1809 wegen Baufälligkeit abgebrochenen Peterskirche am bischöflichen Sommersitz in Dirmstein wird gleichfalls auf Burchard zurückgeführt.
Neben der Darstellung der neuen kirchlichen Macht mit großen Bauprojekten, eingebettet in ein umfassendes Urbanisierungskonzept, versuchte Burchard, die Kirche durch Straffung der Organisation und Professionalisierung strukturell zu stärken. Das Domstift und die Stifte St. Andreas, St. Martin und St. Paul bildeten neue Pfarreibezirke in Worms. Darüber hinaus verbesserte Burchard die Kanonikerausbildung.

### Gelehrtentätigkeit

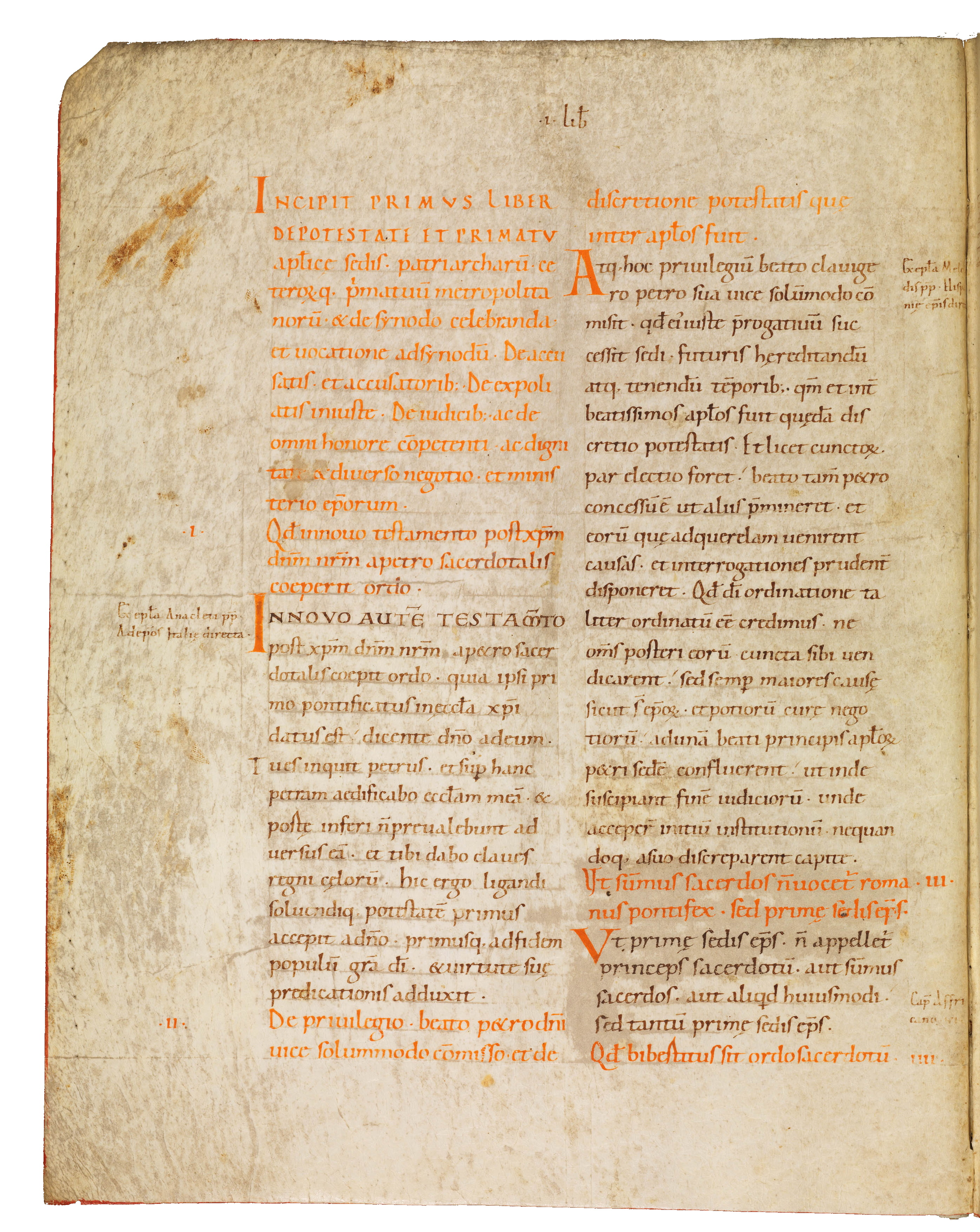
Beginn des ersten Buchs des Liber decretorum (Bamberg, SBB, Msc.Can.6, fol. 10v)

Zwischen 1012 und 1023 schlossen Burchard und seine Mitbearbeiter die Arbeit an der Kanones-Sammlung ab, die als Liber decretorum, Decretorum libri xx oder kurz Decretum bekannt ist. Die Sammlung enthält Auszüge aus Konzilsbeschlüssen, echten und falschen Dekretalen, Bußbüchern und anderen Rechtsquellen. Wegen der klaren Struktur und der Bandbreite der enthaltenen Rechtsmaterien fand der Liber weite Verbreitung innerhalb der kirchlichen Welt des europäischen Mittelalters. Rund 80 vollständige sowie ca. 20 unvollständige Handschriften sind bis heute überliefert, mehr als von jeder anderen im 11. Jahrhundert kompilierten Sammlung.
Die zweite bedeutende Rechtssammlung, die auf Burchard von Worms zurückgeht, ist das Wormser Hofrecht (Lex familiae Wormatiensis ecclesiae), das Recht der „Wormser familia“, also der Personen, die zur Grundherrschaft des Bischofs gehörten. Das Hofrecht ist die erste größere weltliche Rechtssammlung in Deutschland seit der Karolingerzeit. Da sie die sozialen Strukturen der Grundherrschaft des Bischofs am Anfang des 11. Jahrhunderts abbildet, ist sie heute eine wertvolle Geschichtsquelle.

### Letzte Jahre und Tod
Die Abfassung des Hofrechtes fiel bereits in die letzte Phase von Burchards Leben. 1024 starb Kaiser Heinrich II. Ihm folgte Burchards ehemaliges Pflegekind, der Salier Konrad, Enkel Ottos von Worms, nach. Kurze Zeit nach einem Besuch Konrads bei Burchard (1025) erkrankte der Bischof an der Ruhr und verstarb. Nach der Aufbahrung in allen Stiftskirchen der Stadt und im Dom wurde er dort im Westchor bestattet.

## Gedenken und Verehrung

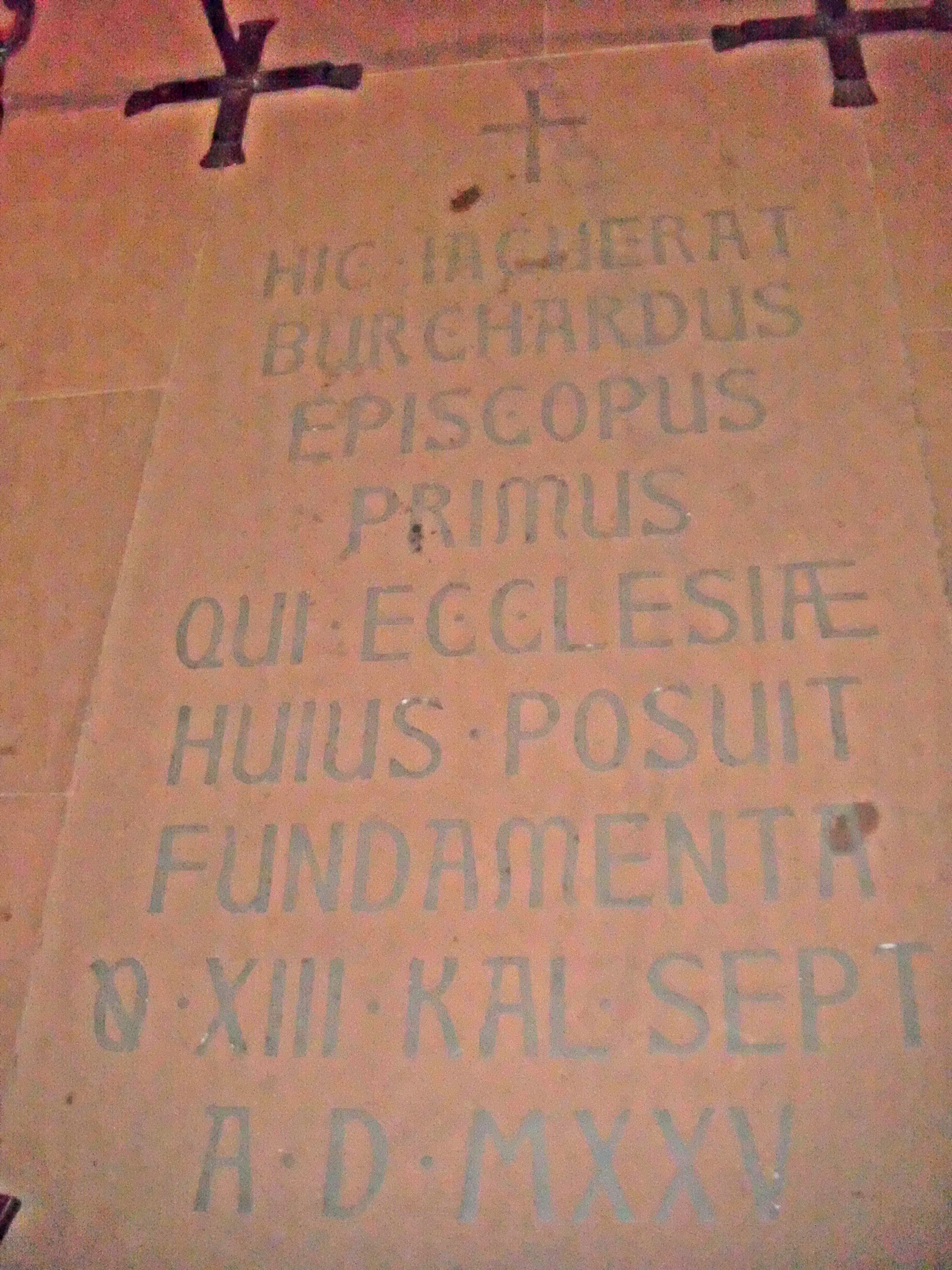
Wormser Dom, Westchor, ehemalige Grabstätte Burchards

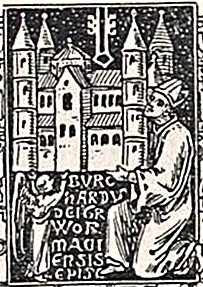
Burchard und der Dom zu Worms, Buchillustration, 1896

Wegen seines tatkräftigen Wirkens sowie wegen seiner Frömmigkeit und Güte wurde Burchard in der Stadt Worms noch lange Zeit verehrt. Es erfolgte allerdings keine Selig- oder Heiligsprechung, vermutlich weil die dazu geforderten Wunder nicht belegt werden konnten. Auch in der kurz nach seinem Tod niedergeschriebenen Vita Burchardi werden solche nicht genannt.
Die Kirschgartener Chronik des Johannes Heydekyn von Sonsbeck bezeichnet Bischof Burchard um 1500 als Heiligen. Auch wurden seine Reliquien aus dem Grab im Westchor des Wormser Domes erhoben und in einem bemalten Schrein hinter dem Hauptaltar im Ostchor aufbewahrt. Dort hat sie der Mainzer Historiker Georg Helwich am 27. Oktober 1614 besichtigt, wie er selbst niederschrieb. Dabei habe sich eine Urkunde befunden, die besagte, dass Burchard bisher noch nicht kanonisiert worden sei, obwohl er es verdient habe. Vor seinem Grab bzw. den Reliquien habe ständig eine Lampe gebrannt, und alljährlich am Todestag, dem 20. August, habe man den Gläubigen die Gebeine zur Verehrung gezeigt. Sie wurden beim Dombrand von 1689 vernichtet.
Der traditionelle Burchardskult, ohne dass eine Heiligsprechung vorlag, veranlasste 1570 den protestantischen Schulrektor Friedrich Zorn in seiner Wormser Chronik zu der etwas abwertenden Bemerkung: „Diesen Burchardum haben sie zum Heiligen gemacht und ihn Sankt Burchardum genennet.“ Zu seinem 900. Todestag wurde 1925 die Festschrift Wormatia Sacra herausgegeben.